# بات كاش
باتريك هارت «بات» كاش (بالإنجليزية: Pat Cash)‏ ولد في 27 مايو عام 1965 في ميلبورن، فيكتوريا، هو لاعب كرة مضرب أسترالي معتزل، من أهم ما حققه هو الحصول على لقب بطولة ويمبلدون عام 1987.

## الاحتراف
لفت كاش أنظار العالم في وقت مبكر ففي عام 1982 استطاع الفوز ببطولة ويمبلدون للناشئين وفاز أيضاً ببطولة الولايات المتحدة الأمريكية، وكانت هذه بداية مسيرته في عالم الكرة الصفراء خصوصا أنه استطاع لفت انظار الجميع في ميلبورن.
في عام 1983 أصبح كاش أصغر لاعب يلعب في نهائي بطولة كأس ديفيز وقد انتصر في المباراة النهائية على الفريق السويدي بنتيجة 3-2 واستطاع تحقيق اللقب لاستراليا. بعدها بسنة واحدة فقط استطاع بات كاش أن يصل إلى نصف نهائي بطولتي ويمبلدون والولايات المتحدة الأمريكية لفردي الرجال حيث إنهزم بثلاث مجموعات أمام جون ماكنرو، أما في بطولة الولايات المتحدة الأمريكية إنهزم أمام إيفان ليندل الذي استطاع أن يفوز بصعوبة بواقع ثلاث مجموعات لاثنتين.
وبنفس العام 1984 استطاع كاش الوصول لنهائي بطولة ويمبلدون للزوجي لكنه إنهزم في المباراة، وفي عام 1985 وصل فقط إلى نهائي بطولة ويمبلدون للزوجي حيث انهزم للسنة الثانية على التوالي.
في عام 1987 ساعد أستراليا على هزيمة السويد مرة أخرى في نهائي كأس ديفيز وفاز مرة أخرى بنتيجة 3-2. بعدها بعام استطاع كاش الوصول لنهائي بطولة أستراليا المفتوحة لفردي الرجال وانهزم أمام ستيفان إدبرغ بواقع ثلاث مجموعات لاثنتين.

## اللقب بعد المعاناة
بعد المعاناة الطويلة مع عدم الحصول على أي لقب جراند سلام وبعد الخسارة في بطولة أستراليا المفتوحة انتظر كاش حتى بطولة ويمبلدون لتأتي لحظة التتويج في تاريخ بات كاش بأول لقب في الجراند سلام، فبعد هزيمة ماتس فيلاندر في الدور ربع النهائي وجيمي كونورز في الدور نصف النهائي استطاع كاش هزيمة اللاعب رقم 1 في العالم وقتها إيفان ليندل في المباراة النهائية، ورغم أنها إحدى أهم اللحظات التاريخية في حياته لم يفعل كباقي اللاعبين ويذهب لتسلق حائط المدرجات للوصول إلى عائلته ومدربه أيان باركلي للاحتفال معهم، أصبح منذ ذلك الوقت تقليد في ويمبلدون أنه لا يجب على أي فائز باللقب أن يقوم بذلك، ويذكر أن كاش خسر مجموعة واحد فقط في هذه البطولة باكملها.

## سجله في نهائياتالجراند سلام
| النتيجة | السنة | البطولة                 | أرضية الملعب | الخصم في النهائي | نتيجة المباراة              |
| الوصيف  | 1987  | بطولة أستراليا المفتوحة | صلبة         | ستيفان إدبرغ     | 6–3, 6–4, 3–6, 5–7, 6–3     |
| البطل   | 1987  | بطولة ويمبلدون          | عشبية        | إيفان ليندل      | 7–6(5), 6–2, 7–5            |
| الوصيف  | 1988  | بطولة أستراليا المفتوحة | صلبة         | ماتس فيلاندر     | 76–3, 6–7(3), 3–6, 6–1, 8–6 |